# ناهید پرسون سروستانی
ناهید پرسون سروستانی سوئدی: Nahid Persson Sarvestani فیلم‌ساز مستند ایرانی ساکن سوئد است. از فیلم‌های او می‌توان به مادر من یک شاهزاده ایرانی است، تن‌فروشی در پشت حجاب، چهار زن و یک مرد و ملکه و من اشاره کرد.
نمایش فیلم‌های او در در سوئد و سپس در جشنواره‌ها و تلویزیون‌های جهانی، او را دارای شهرتی جهانی کرد.
ناهید سروستانی در کودکی زندگی سختی داشته و مادرش مجبور بود به دلیل بیماری پدر خانواده، با قالیبافی زندگی هشت فرزندشان را تأمین کند.
ناهید در جوانی و پیش از انقلاب خبرنگار در نشریه محلی خبر شیراز بود. سال‌های ابتدای جوانی ناهید به انقلاب ۱۳۵۷ ایران برخورده و او هوادار گروه‌های کمونیستی انقلابی می‌شود. در دههٔ ۱۳۶۰ برادر ناهید به دست جمهوری اسلامی ایران اعدام شد و ناهید نیز از ایران خارج شده و به سوئد گریخت. در این کشور در رشته فیلم و تلویزیون تحصیل کرد و به فیلمسازی مستند پرداخت.
فیلم چهار زن و یک مرد (One Man, 4 Wives) را ناهید سروستانی همراه با دخترش، ستاره پرسون ساخته است. فیلمبرداری این فیلم در استان فارس (روستای کمال‌آباد در شهرستان سروستان) انجام شده‌است و به زندگی مرد روستایی نسبتاً متمولی که با چهار همسر و بیست فرزندش زندگی می‌کند می‌پردازد. در ابتدای فیلم زمینه شرعی موضوع با آوردن آیه‌ای از قرآن که به مردان مسلمان اجازه می‌دهد چهار همسر داشته باشند، اشاره می‌شود سپس فیلم به درون زندگی این افراد می‌رود و تأثیر چندهمسری را بر زندگی آنان به نمایش می‌گذارد. ازدواج چهار زن «هدایت» با این مرد که همیشه در اندیشهٔ داشتن زن جوان دیگری است، زندگی آنان را سرشار از حسادت، ناامیدی و حسرت، بیزاری از وضعیت موجود خود و بیمناکی از آینده کرده‌است.
فیلم ملکه و من به گفتگوهای ناهید سروستانی با فرح دیبا ملکه سابق ایران، و برخورد این دو زن (فیلمساز که در زمان حکومت شاهنشاهی پهلوی مخالف رژیم شاه بود و فرح دیبا که ملکه بود)، و برش‌هایی از زندگی فرح می‌پردازد.